# Anja Barth
Anja Barth (* 1979 in Weimar) ist eine deutsche Schauspielerin.

## Leben
Anja Barth studierte nach dem Abitur an der Friedrich-Schiller-Universität Jena zunächst zwei Jahre Literaturwissenschaften und Psychologie, anschließend absolvierte sie ihr Schauspielstudium an der Hochschule für Musik und Theater „Felix Mendelssohn Bartholdy“ Leipzig. Ihre Engagements führten sie an das Staatsschauspiel Dresden, die Wuppertaler Bühnen und das Theater Krefeld und Mönchengladbach.
Für ihre Rollen in Versuchung von Carles Batlle, Kaspar Häuser Meer von Felicia Zeller und Das Interview von Theo van Gogh wurde sie 2008 und 2010 in der vom Magazin theater pur durchgeführten Kritikerumfrage NRW als Beste Nachwuchsschauspielerin nominiert.
Seit 2011 arbeitet sie als freie Schauspielerin und spielte unter anderem in Rudolstadt, Heidelberg, Stuttgart und Ludwigsburg.

## Filmografie
- 2007: Planschen (Kurzfilm; Regie: Christian Niccoli)
- 2007: Nichtschwimmer (Kurzfilm; Regie: Vincent Dzikowski)
- 2011: Dobros (Kurzfilm; Regie: Dennis Lutz)
- 2011: Zeichen der Schwäche (Spielfilm; Regie: Markus Messner)
- 2012: Tonlos (Kurzfilm; Regie: Juri Lorenz)
- 2015: LOOP (Kurzfilm; Regie: Severin Gmünder)